# Polska Press
Polska Press (nom officiel : Polska Press Grupa, anciennement Grupa Wydawnicza Polskapresse) est le principal groupe de presse régionale et locale de la Pologne dont le siège social est à Varsovie..

## Historique
Il est fondé en 1991 après la fin de la République populaire de Pologne en tant que société à responsabilité limitée.
En 2020, il est constitué de vingt quotidiens régionaux, de cent vingt hebdomadaires, d’une agence de presse, six imprimeries et d’environ cinq cents sites Internet. Son lectorat est d'environ 17 millions de personnes.
Elle est de 1994 à 2021 propriété du groupe de presse allemand Verlagsgruppe Passau qui en avait racheté les éléments notamment au Groupe Hersant.
Le 7 décembre 2020, PKN Orlen, la principale société polonaise dans le secteur pétrolier, propriété de l'État polonais, dont les dirigeants sont proches de la coalition gouvernementale dirigée par Droit et justice, a annoncé la signature d'un contrat préliminaire pour l'achat de la totalité des actions de la société.

## Titres du groupe
- quotidiens :
  - Dziennik Bałtycki (pl),
  - Dziennik Łódzki,
  - Dziennik Zachodni (pl),
  - Gazeta Krakowska (pl),
  - Głos Wielkopolski (pl),
  - Gazeta Wrocławska (pl),
  - Polska Metropolia Warszawska (pl),
  - Express Bydgoski (pl),
  - Nowości Dziennik Toruński (pl)
  - Express Ilustrowany (pl),
  - Kurier Lubelski (pl),
  - Gazeta Pomorska (pl),
  - Gazeta Lubuska (pl),
  - Dziennik Polski (Cracovie),
  - Kurier Poranny (pl),
  - Gazeta Współczesna (pl),
  - Nowa Trybuna Opolska (pl),
  - Echo Dnia (pl),
  - Gazeta codzienna Nowiny (pl) (Rzeszów),
  - Głos Dziennik Pomorza (pl) (Głos Szczeciński, Głos Koszaliński, Głos Pomorza)
- suppléments de programmes de télévision :
  - Tele Magazyn (pl),
  - Super Tele (pl),
  - TV Pilot (pl),
  - Tele Program (pl)
- hebdomadaires auto-moto :
  - Moto Express (pl),
  - Autogiełda Wielkopolska (pl),
  - Jarmark (pl),
  - Motojarmark (pl)
- journaux gratuits :
  - Nasze Miasto (pl)
- ainsi que 150 hebdos locaux.

Le groupe comprend également des médias Internet, notamment
- le site Web automobile Motofakty.pl,
- le portail d'information par ville Naszemiasto.pl,
- le portail Zezabiznesu.pl,
- le portail stronakobiet.pl,
- le portail zoneagro.pl,
- le site de programme de télévision telemagazyn.pl,
- les services sportifs gol24.pl et sportowy24.pl.

Il est copropriétaire, entre autres, :
- du groupe e-budownictwo.pl,
- du portail Coigdzie.pl,
- de la plateforme d'e-learning Langloo.com,

Polska Press dispose de 6 imprimeries à Łódź, Poznań, Sosnowiec, Bydgoszcz, Białystok et Koszalin.
Le groupe dispose de sa propre agence de presse. Polska Press Information Agency, qui fournit un service de nouvelles quotidiennes aux journaux régionaux.